# Die Begegnung im Weltraum
Die Begegnung im Weltraum (Originaltitel: Galaxy's Child) ist die 16. Folge der vierten Staffel der US-amerikanischen Science-Fiction-Fernsehserie Raumschiff Enterprise – Das nächste Jahrhundert. Sie wurde in den Vereinigten Staaten über Syndication vermarktet und erstmals am 11. März 1991 auf verschiedenen Fernsehsendern ausgestrahlt. In Deutschland war sie zum ersten Mal am 10. März 1994 in einer synchronisierten Fassung auf Sat.1 zu sehen.

## Handlung
Im Jahr 2367 bei Sternzeit 44614.6 erhält die Enterprise während einer Transportmission hohen Besuch von Dr. Leah Brahms, einer Ingenieurin, die maßgeblich an der Entwicklung des Warp-Antriebs der Enterprise beteiligt war. Chefingenieur Geordi La Forge freut sich darüber. Vor einem Jahr hatte er eher unbeabsichtigt ein holografisches Abbild von Brahms erschaffen und sich in sie verliebt. Jetzt nimmt er sich vor, mit der echten Leah Brahms Freundschaft zu schließen, ist aber nervös, da er nicht weiß, ob sie seinen Erwartungen entspricht. Tatsächlich begrüßt sie ihn bei ihrem ersten Treffen unerwartet schroff, da ihr nicht gefällt, dass La Forge Modifikationen am Antrieb vorgenommen hat, die nicht ihren Vorgaben entsprechen. Bei einer Führung durch den Maschinenraum wird Brahms kurz stutzig, denn sie bemerkt eine Verbesserung, an der sie selbst gerade noch arbeitet. Tatsächlich wurde sie von La Forge und ihrem holografischen Abbild entwickelt.
Die Brückenbesatzung empfängt unterdessen seltsame Sensorenwerte. Bei einer genaueren Untersuchung stellt sich heraus, dass sie von einem riesigen Lebewesen stammen, das den Weltraum durchstreift. Als die Enterprise sich dem Wesen nähert, wird sie unerwartet von diesem attackiert. Das Wesen hält das Schiff mit einem Energiedämpfungsfeld fest, das für einen raschen Strahlungsanstieg sorgt. Captain Picard will das Wesen nicht verletzen, doch zum Schutz seines Schiffs bleibt ihm keine Wahl, als den Einsatz der Phaser zu befehlen. Augenblicklich lässt das Wesen von der Enterprise ab, doch obwohl die Phaser nur auf die niedrigste Stufe eingestellt waren, reagiert das Wesen sehr empfindlich auf den Beschuss und verstirbt nach wenigen Sekunden. In seinem Inneren werden aber immer noch Lebenszeichen registriert. Offenbar war das Wesen schwanger und hat die Enterprise nur angegriffen, um sein Junges zu schützen. Die Brückenbesatzung entwickelt einen Plan, um die Schiffsphaser für einen Kaiserschnitt zu benutzen und das Junge so aus dem Leib seiner Mutter zu holen.
La Forge lädt Brahms zum Abendessen in sein Quartier ein, um dort in Ruhe über die Modifikationen zu reden. Da er aber eine allzu romantische Atmosphäre geschaffen hat, hält Brahms es für unangebracht, länger zu bleiben, und möchte lieber am nächsten Morgen im Maschinenraum weiter diskutieren. Brahms ist am nächsten Morgen milder gestimmt und lobt La Forge für sein technisches Verständnis und einige Verbesserungen. Er gesteht ihr, dass er sie und ihre Arbeit schon länger bewundert und hofft, dass sie beide Freunde werden könnten. Brahms ist klar, dass La Forge mehr als nur Freundschaft im Sinn hat und muss ihn dahingehend enttäuschen – denn sie ist verheiratet.
Nachdem die Vorbereitungen getroffen sind, wird der Kaiserschnitt durchgeführt. Das Junge, das scherzhaft „Junior“ getauft wird, wird erfolgreich auf die Welt gebracht. Es hält allerdings unerwartet die Enterprise für seine Mutter, saugt sich an ihr fest und entzieht ihr Energie. Dr. Brahms wird zu Rate gezogen, um den Warp-Antrieb trotz des steigenden Energieverlusts am Laufen zu halten. Sie lässt sich von La Forges Mitarbeiterin Fähnrich Pavlik eine Liste aller vorgenommenen Modifikationen geben. Dadurch stößt sie unverhofft auf La Forges Holodeck-Programm mit ihrem Abbild. Als La Forge davon erfährt, eilt er sofort aufs Holodeck, doch Brahms hat das Programm bereits aufgerufen und macht ihm nun schwere Vorwürfe, da er ungefragt ein Abbild von ihr erstellt hat und mit diesem alles Mögliche gemacht haben könnte. La Forge versichert ihr, dass nichts unangemessenes passiert sei, und macht stattdessen ihr Vorwürfe, da sie ihn seit ihrer Ankunft ständig kritisiert habe, obwohl er ihr stets mit Höflichkeit und Freundschaft begegnet sei.
Der zweite Offizier Data hat aus der Flugbahn des erwachsenen Weltraumwesens errechnet, dass dieses wahrscheinlich auf dem Weg zu einem Asteroidengürtel war. Picard lässt einen Kurs setzen und Data stellt fest, dass die Asteroiden eine geeignete Nahrungsquelle für das Junge sind. Dieses macht allerdings keine Anstalten, sich von der Enterprise zu lösen. Auch ein Plan, es mit sanfter Gewalt abzuschütteln, indem ein Shuttlehangar entlüftet wird, schlägt fehl. La Forge und Brahms müssen sich wohl oder übel zusammenraufen und einen anderen Plan entwickeln. Gemeinsam kommen sie auf die Idee, für das Junge „die Milch sauer zu machen“, indem sie die Wellenlänge der von der Enterprise abgegebenen Energie soweit ändern, bis sie dem Wesen nicht mehr zusagt. Dies funktioniert schließlich. Das Junge löst sich von der Enterprise und fliegt auf den Asteroidengürtel zu, wo es von mehreren Artgenossen begrüßt wird.
Nachdem sie dieses Problem erfolgreich gelöst haben, begraben La Forge und Brahms ihren Streit. Er entschuldigt sich dafür, nicht von Anfang an offen gewesen zu sein, und sie entschuldigt sich für ihr schroffes Auftreten. Schließlich gehen sie in Freundschaft auseinander.

## Verbindungen zu anderen Star-Trek-Produktionen
Die Begegnung im Weltraum baut auf Folge 3.06 (Die Energiefalle) von Raumschiff Enterprise – Das nächste Jahrhundert aus dem Jahr 1989 auf.
Einige Elemente aus dieser Folge wurden in späteren Star-Trek-Produktionen wieder aufgegriffen:
- In Folge 6.04 (Besuch von der alten Enterprise) von Raumschiff Enterprise – Das nächste Jahrhundert aus dem Jahr 1992 erzählt Geordi La Forge von den Ereignissen aus Die Begegnung im Weltraum.
- In der finalen Doppelfolge 7.25/26 (Gestern, heute, morgen) von Raumschiff Enterprise – Das nächste Jahrhundert aus dem Jahr 1994 sind Geordi La Forge und Leah Brahms in einer alternativen Zukunft verheiratet.

## Produktion

### Drehbuch
Die Idee zu dieser Folge stammte von Tom Kartozian und wurde von Maurice Hurley zu einem Drehbuch ausgearbeitet. Jeri Taylor und Ronald D. Moore nahmen noch einige Ergänzungen vor (Taylor zur Handlung um Leah Brahms, Moore zur Handlung um die Weltraumkreatur), erhielten dafür aber keine Nennung in den Credits der Folge.

### Darsteller
Susan Gibney hatte zuvor bereits das holografische Abbild von Leah Brahms in Folge 3.06 (Die Energiefalle) von Raumschiff Enterprise – Das nächste Jahrhundert gespielt. In Folge 3.03 (Das Psycho-Gestein) von Star Trek: Lower Decks sprach sie eine Illusion von Brahms. Sie spielte außerdem Captain Benteen in der Doppelfolge 4.11/12 (Die Front / Das verlorene Paradies) von Star Trek: Deep Space Nine. In der Planungsphase der Serie Star Trek: Raumschiff Voyager kam sie in die engere Auswahl für die Rolle von Captain Kathryn Janeway. Sie sprach später auch für die Rollen der Seven of Nine und der Borg-Königin vor.
Lanei Chapman hat hier ihren ersten von vier Auftritten als Fähnrich Sariel Rager.
Jana Marie Hupp, Darstellerin von Fähnrich Pavlik, spielte auch Lieutenant Monroe in Folge 5.05 (Katastrophe auf der Enterprise) von Raumschiff Enterprise – Das nächste Jahrhundert.

### Kulissen
Die Wartungsschächte der Enterprise, die sogenannten „Jefferies-Röhren“, sind hier erstmals in ihrer endgültigen Form als niedriger Kriechgang zu sehen. Sie waren bereits in Folge 3.11 (Die Verfemten) eingeführt worden; dort waren sie aber noch so hoch, dass man sich aufrecht gehend darin bewegen konnte.

### Modelle
Für die erwachsene Weltraumkreatur wurde von Tony Meininger ein physisches Modell angefertigt. Das junge Wesen musste hingegen deutlich beweglicher sein, weshalb für dieses ein Modell mittels CGI erstellt wurde.

## Rezeption
Keith DeCandido bewertete Die Begegnung im Weltraum 2012 auf tor.com als eine eher schlechte Folge von Raumschiff Enterprise – Das nächste Jahrhundert. Er mochte den Handlungsstrang um die Weltraumkreatur und auch die Geschichte um La Forge und Brahms fängt seiner Meinung nach gut an. DeCandido fand es clever, dass Brahms ganz anders ist, als La Forge sie sich vorgestellt hat und er lernen muss, damit umzugehen. Die Folge schlägt jedoch eine vollkommen falsche Richtung ein, als Brahms entdeckt, dass La Forge ein holografisches Abbild von ihr erzeugt hat. Die Vorwürfe, die sie ihm daraufhin macht, sind für DeCandido vollkommen berechtigt, doch stattdessen ergreift die Folge einseitig Partei für La Forge, erklärt Brahms’ Verhalten für überzogen und bringt sie schließlich nach ihrer erzwungenen Zusammenarbeit dazu, ihm einfach zu vergeben.
James Whitbrook führte Die Begegnung im Weltraum 2017 auf gizmodo.com in einer Liste der 15 sonderbarsten Folgen von Raumschiff Enterprise – Das nächste Jahrhundert auf Platz 15.